# Iluminador

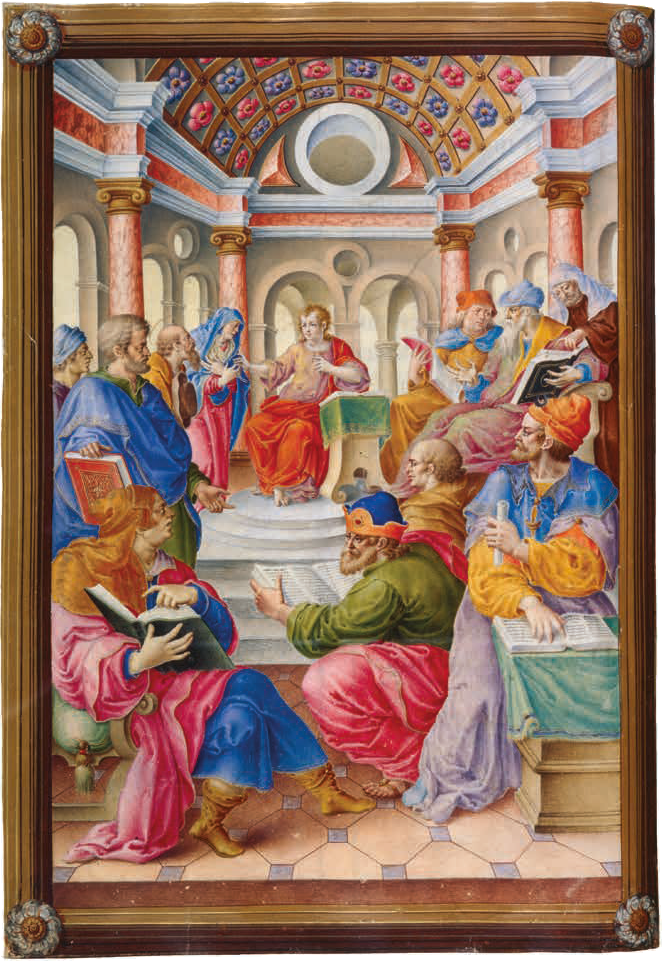
Iluminación de un misal del

Se llama iluminador al artista que da color a las figuras, letras o estampas de un libro.
Las más hermosas obras producidas de la mano de iluminadores datan de los siglos XV al XVIII. Entre los griegos y romanos hubo también iluminadores. Por ejemplo, se conserva en el Vaticano una obra de Virgilio del siglo IV decorada por uno de estos artistas. También destacan por su perfección los manuscritos ejecutados por los iluminadores bizantinos como se puede apreciar en el evangeliario de Carlomagno del siglo VIII que se conserva en el Louvre.
El arte del iluminador, que había decrecido en el siglo X, adquirió en el siglo XII mayor variedad y riqueza. Entre los artistas más célebres hay que colocar en primer lugar a Jehan Foucquet (1416-1485), autor de las Horas de Ana de Bretaña y más tarde, en el siglo XII, a Robert, que ejecutó en 1641 las guirnaldas de flores que forman la orla del texto escrito por Jarry, maravilloso manuscrito titulado la Guirnalda de Julia y que fue ofrecido por el duque Montausier a Julia de Rambouillet.